# Джонсон, Джон Мерсер
Джон Мерсер Джонсон (англ. John Mercer Johnson; октябрь 1818 года, Ливерпуль, Англия — 13 августа 1887 года, Чатем, Нью-Брансуик, Канада) — канадский политический деятель, юрист. Противоречивая фигура в политике Нью-Брансуика. Является одним из отцов канадской конфедерации — принимал участие во всех трёх конференциях по объединению.

## Биография
Отец Джона Мерсера Джонсона, Джон-Мерсер-Джонсон-старший, был торговцем из Ливерпуля, который приехал в Чатем в 1818 году. Он был активным общественным деятелем, занимая различные посты в магистрате, офисе шерифа и т. д. до самой смерти в 1859 году. Его мать звали Эллен Джонсон.
Сам Джон Мерсер Джонсон переехал в Чатем в 1821 году, где окончил начальную школу, а дальнейшее обучение проходил в Ньюкасле, где изучал законы. Среди прочей деятельности, с 1847 по 1852 год он был партнёром по юридической практике Питера Митчелла, впоследствии также ставшего отцом конфедерации.
Джон Мерсер Джонсон был женат на дочери шерифа графства Нортамберленд Генриетте Ширрефф. Свадьба состоялась 9 октября 1845 года. Шесть из двенадцати детей Джонсонов умерли во младенчестве.

## Политическая карьера
Политическая карьера Джона Мерсера Джонсона началась в 1850 году, когда он стал членом законодательного собрания Нью-Брансуика. Он был сторонником ответственного правительства и взаимовыгодного сотрудничества с США. В 1854 году он был назначен генеральным защитником в правительстве Чарльза Фишера. Это время характеризуется политической нестабильностью, которая привела к потере позиций через два года, когда главой правительства стал Джон Гамильтон Грей.
В 1857 году Джонсон вернулся в исполнительный совет. Однако, управленческие функции его не заинтересовали, в отличие от активной позиции, которую он показывал в законодательном собрании. Вместе с тем, в 1859 году он стал спикером, а в 1862 — генеральным защитником провинции. В 1865 году Джонсон, как и многие другие сторонники конфедерации, проиграл выборы. После образования конфедерации в 1867 году он выиграл на первых выборах в палату общин Канады, однако он скончался из-за болезни через год после этого.